# جيمس أ. فورد
جيمس أ. فورد (بالإنجليزية: James A. Ford)‏ هو عالم إنسان أمريكي، ولد في 12 فبراير 1911 في ووتر فالي في الولايات المتحدة، وتوفي في 25 فبراير 1968 في غينزفيل في الولايات المتحدة بسبب سرطان.